# Scott Bradley
Scott Bradley (26 de noviembre de 1891, Russellville, Arkansas - 27 de abril de 1977, Chatsworth, California) fue un compositor, pianista y director de orquesta estadounidense. Es conocido por haber trabajado en cortometrajes de Metro-Goldwyn-Mayer, incluidos los protagonizados por Tom y Jerry, Droopy Dog, Barney Bear, Screwy Squirrel, y George y Junior.

## Biografía
Algunas biografías afirman erróneamente que Bradley comenzó su trabajo en Disney Studios (confundiéndolo, indudablemente, con su socio Carl Stalling). Sin embargo, Bradley pasó al área de los dibujos animados tras trabajar en una película a principios de los años 1930. Bradley y Carl Stalling (quien había dejado Disney Studios) trabajaron para el animador Ub Iwerks, empleado de Disney y cocreador de Mickey Mouse.
Su estilo inicial consistía en incorporar melodías tradicionales y populares a manera de collage, como era común en la animación de esos días. Sin embargo, una discusión con Fred Quimby lo animó a desarrollar un estilo propio y a finales de los años 1940, Bradley tuvo una gran variedad de metáforas musicales para expresar diferentes emociones y acciones.
Sus trabajos clásicos incluyen The Two Mouseketeers (1952) y The Cat Concerto (1946), el cual usó la Rapsodia Húngara No. 2 de Franz Liszt como base para la animación.
Bradley se retiró en 1957 cuando MGM cerró su estudio de animación.